# Vincent Lindon
Vincent Lindon (Boulogne-Billancourt, 15 luglio 1959) è un attore francese.

## Biografia
Nasce nel 1959  da padre industriale e madre giornalista di moda che vivono nelle vicinanze della capitale Parigi. In gioventù svolge diversi lavori, prima in ambito giornalistico, in seguito come regista teatrale degli spettacoli di Coluche, ed infine come aiuto costumista di Alain Resnais. Il suo debutto come attore cinematografico avviene nel 1983, ma solo cinque anni dopo arriva il primo ruolo da protagonista nel film Il tempo delle mele 3 (1988), con Sophie Marceau.
Nel 1989 ha vinto il Premio Jean Gabin assegnato ogni anno ad una promessa del cinema francese. Ottiene grande notorietà nel 1992 interpretando La crisi! di Coline Serreau e, occasionalmente, lavora per il cinema italiano, come per esempio in Vite strozzate di Ricky Tognazzi, del 1996. Nello stesso anno partecipa al film Il pianeta verde, con Marion Cotillard. Molto apprezzate sono state le sue interpretazioni ne L'amore sospetto (2005), di Emmanuel Carrère, ed Anything for Her (2008), di Fred Cavayé. Nel 2015 ha vinto il Prix d'interprétation masculine al 68º Festival di Cannes con il film La legge del mercato.
Nel 2019 è uscito il film  L'ultimo amore di Casanova  del quale è protagonista assieme all'attrice francese Stacy Martin.

## Vita privata
Noto alle cronache rosa per essere stato legato sentimentalmente per alcuni anni a Carolina di Monaco, si è sposato nel 1993 con Sandrine Kiberlain, dalla quale ha avuto una figlia, Suzanne. I due si sono poi separati nel 2003.

## Filmografia

### Attore

#### Cinema
- Le Faucon, regia di Paul Boujenah (1983)
- Conto finale (L'Addition), regia di Denis Amar (1984)
- Notre Histoire, regia di Bertrand Blier (1984)
- Ventiduesima vittima... nessun testimone (Parole de flic), regia di José Pinheiro (1985)
- Betty Blue (37°2 le matin), regia di Jean-Jacques Beineix (1986)
- Suivez mon regard, regia di Jean Curtelin (1986)
- Prunelle Blues, regia di Jacques Otmezguine (1986)
- Mistery (Half Moon Street), regia di Bob Swaim (1986)
- Yiddish Connection, regia di Paul Boujenah (1986)
- Ultima estate a Tangeri (Dernier été à Tanger), regia di Alexandre Arcady (1987)
- Un uomo innamorato (Un homme amoureux), regia di Diane Kurys (1987)
- Qualche giorno con me (Quelques jours avec moi), regia di Claude Sautet (1988)
- Il tempo delle mele 3 (L'Étudiante), regia di Claude Pinoteau (1988)
- La Baule-les-Pins, regia di Diane Kurys (1990)
- Ci sono dei giorni... e delle lune (Il y a des jours... et des lunes), regia di Claude Lelouch (1990)
- Gaspard e Robinson (Gaspard et Robinson), regia di Tony Gatlif (1990)
- Netchaïev est de retour, regia di Jacques Deray (1991)
- La Belle Histoire, regia di Claude Lelouch (1992)
- La crisi! (La Crise), regia di Coline Serreau (1992)
- L'amante del tuo amante è la mia amante (Tout ça... pour ça!), regia di Claude Lelouch (1993)
- L'Irrésolu, regia di Jean-Pierre Ronssin (1994)
- L'odio (La Haine), regia di Mathieu Kassovitz (1995)
- Vite strozzate, regia di Ricky Tognazzi (1996)
- Les Victimes, regia di Patrick Grandperret (1996)
- Il pianeta verde (La Belle Verte), regia di Coline Serreau (1996)
- Le Septième Ciel, regia di Benoît Jacquot (1997)
- Paparazzi, regia di Alain Berbérian (1998)
- L'École de la chair, regia di Benoît Jacquot (1998)
- Belle Maman, regia di Gabriel Aghion (1999)
- La truffa degli onesti (Ma petite entreprise), regia di Pierre Jolivet (1999)
- Niente scandalo (Pas de scandale), regia di Benoît Jacquot (1999)
- Mercredi, folle journée!, regia di Pascal Thomas (2000)
- Chaos, regia di Coline Serreau (2001)
- Le Frère du guerrier, regia di Pierre Jolivet (2002)
- Vendredi Soir, regia di Claire Denis (2002)
- Filles uniques, regia di Pierre Jolivet (2003)
- Il costo della vita (Le Coût de la vie), regia di Philippe Le Guay (2003)
- Les Clefs de bagnole, regia di Laurent Baffie (2003)
- La confiance règne, regia di Étienne Chatiliez (2004)
- L'amore sospetto (La Moustache), regia di Emmanuel Carrère (2005)
- L'Avion, regia di Cédric Kahn (2005)
- Quello che gli uomini non dicono (Selon Charlie), regia di Nicole Garcia (2006)
- Je crois que je l'aime, regia di Pierre Jolivet (2007)
- Ceux qui restent, regia di Anne Le Ny (2007)
- Mes amis, mes amours, regia di Lorraine Lévy (2008)
- Anything for Her (Pour Elle), regia di Fred Cavayé (2008)
- Welcome, regia di Philippe Lioret (2009)
- Mademoiselle Chambon, regia di Stéphane Brizé (2009)
- La Permission de minuit, regia di Delphine Gleize (2011)
- Pater, regia di Alain Cavalier (2011)
- Tutti i nostri desideri (Toutes nos envies), regia di Philippe Lioret (2011)
- Augustine, regia di Alice Winocour (2012)
- Quelques heures de printemps, regia di Stéphane Brizé (2012)
- Les Salauds, regia di Claire Denis (2013)
- Mea culpa, regia di Fred Cavayé (2014)
- Les Chevaliers blancs, regia di Joachim Lafosse (2015)
- Journal d'une femme de chambre, regia di Benoît Jacquot (2015)
- La legge del mercato (La Loi du marché), regia di Stéphane Brizé (2015)
- Rodin, regia di Jacques Doillon (2017)
- In guerra (En guerre), regia di Stéphane Brizé (2018)
- L'apparizione (L'Apparition), regia di Xavier Giannoli (2018)
- L'ultimo amore di Casanova (Dernier Amour), regia di Benoît Jacquot (2019)
- Mon Cousin, regia di Jan Kounen (2020)
- Titane, regia di Julia Ducournau (2021)
- Un altro mondo (Un autre monde), regia di Stéphane Brizé (2021)
- Undercover - L'infiltrato (Enquête sur un scandale d'État), regia di Thierry de Peretti (2021)
- Incroci sentimentali (Avec amour et acharnement), regia di Claire Denis (2022)
- Le Deuxième Acte, regia di Quentin Dupieux (2024)
- Noi e loro (Jouer avec le feu), regia di Delphine e Muriel Coulin (2024)

### Sceneggiatore
- Paparazzi, regia di Alain Berbérian (1998)

## Riconoscimenti
- Premio César
  - 1993 – Candidatura al migliore attore per La crisi!
  - 2000 – Candidatura al migliore attore per La truffa degli onesti
  - 2008 – Candidatura al migliore attore per Ceux qui restent
  - 2010 – Candidatura al migliore attore per Welcome
  - 2013 – Candidatura al migliore attore per Quelques heures de printemps
  - 2016 – Migliore attore per La legge del mercato
- European Film Awards
  - 2015 – Candidatura al miglior attore per La legge del mercato
- Festival di Cannes
  - 2015 – Prix d'interprétation masculine per La legge del mercato
- Festival di Venezia
  - 2024 – Coppa Volpi per la migliore interpretazione maschile per Noi e loro
- Premio Lumière
  - 2016 – Miglior attore per Journal d'une femme de chambre e La legge del mercato
  - 2019 – Candidatura al migliore attore per In guerra
- Premio Magritte onorario
  - 2016 –
- Premio Jean Gabin
  - 1989 –
- Los Angeles Film Critics Association
  - 2021 – Miglior attore non protagonista per Titane

## Doppiatori italiani
Nelle versioni in italiano dei suoi film, Vincent Lindon è stato doppiato da:
- Francesco Prando in Ultima estate a Tangeri, L'amante del tuo amante è la mia amante, L'apparizione, Titane, Un altro mondo, Incroci sentimentali, Noi e loro
- Stefano De Sando in La belle histoire, L'odio, Quello che gli uomini non dicono
- Francesco Pannofino in Chaos, La legge del mercato, In guerra
- Franco Mannella in Welcome, Tutti i nostri desideri
- Renato Cortesi in Betty Blue
- Luciano Marchitiello in Mistery
- Sandro Acerbo in Il tempo delle mele 3
- Massimo Venturiello in La crisi!
- Claudio Sorrentino in Vite strozzate
- Danilo De Girolamo in Il pianeta verde
- Fabrizio Temperini in La truffa degli onesti
- Danilo Bruni in Il costo della vita
- Fabrizio Pucci in L'amore sospetto
- Roberto Draghetti in Anything for Her
- Riccardo Rossi in Betty Blue (ridoppiaggio)